# Nušl (kráter)
Nušl je měsíční impaktní kráter nacházející se na odvrácené straně Měsíce a tudíž není pozorovatelný přímo ze Země. Leží severně od kráteru Trumpler a západně od kráteru Shayn. Má průměr 61 km, pojmenován je podle českého astronoma a matematika Františka Nušla.

## Satelitní krátery
V okolí kráteru se nachází několik menších kráterů. Ty byly označeny podle zavedených zvyklostí jménem hlavního kráteru a velkým písmenem abecedy.
| Nušl | Sel. šířka | Sel. délka | Průměr  |
| ---- | ---------- | ---------- | ------- |
| E    | 32,8° S    | 169,0° V   | 26,5 km |
| S    | 31,2° S    | 164,1° V   | 42 km   |
| Y    | 34,2° S    | 166,9° V   | 51 km   |